# Alternative populaire
 (mars 2017).
Si vous disposez d'ouvrages ou d'articles de référence ou si vous connaissez des sites web de qualité traitant du thème abordé ici, merci de compléter l'article en donnant les références utiles à sa vérifiabilité et en les liant à la section « Notes et références ».
Alternative populaire (en italien : Alternativa Popolare, AP) est un parti politique Italien, créé le 18 mars 2017 par Angelino Alfano, en remplacement du Nouveau Centre-droit dissous. Son symbole est un cœur jaune sur fond bleu, ce qui reprend les couleurs du Parti populaire européen auquel il est affilié.

## Présentation
Le 6 décembre 2017, le président du parti, Angelino Alfano, annonce son intention de ne pas se représenter aux élections de mars 2018. ce qui provoque une scission entre les partisans d'une alliance avec la droite (Maurizio Lupi et Roberto Formigoni notamment) et ceux qui préfèrent poursuivre leur alliance avec le centre gauche, comme Beatrice Lorenzin et Fabrizio Cicchitto. Le 12 décembre 2017, la direction nationale de AP approuve à l'unanimité une « séparation consensuelle » des deux ailes du parti. L'aile gauche conserve le nom et le symbole d'Alternative populaire, tandis que l'aile droite reprend le nom et le symbole du Nouveau Centre-droit, dissous. Cependant, il est délibéré que les deux groupes parlementaires resteront unis jusqu'à ce que les Chambres soit dissoutes (ce qui est fait en fin d'année 2017 par le président de la République). Le 18 décembre 2017, la direction nationale relève Lupi de sa charge de coordinateur national et le remplace par Antonio Gentile. Le 29 décembre 2017, Beatrice Lorenzin, en appui au Parti démocrate de Matteo Renzi, constitue une liste Civica Popolare, qui rassemble outre Alternative populaire, les Centristes pour l'Europe de Pier Ferdinando Casini, l'Union pour le Trentin de Lorenzo Dellai, L'Italia è popolare de Giuseppe De Mita et l'Italie des valeurs de Ignazio Messina. Le 31 décembre 2017, Gentile démissionne de ses fonctions et se rapproche de Forza Italia.